# Amazonia (svampar)
Amazonia är ett släkte av svampar. Amazonia ingår i familjen Meliolaceae, ordningen Meliolales, klassen Dothideomycetes, divisionen sporsäcksvampar och riket svampar.
|          | Asteridiella                                                                |
|          |                                                                             |
|          | Meliola                                                                     |
|          |                                                                             |
|          | Irenina                                                                     |
|          |                                                                             |
|          | Ectendomeliola                                                              |
|          |                                                                             |
|          | Cryptomeliola                                                               |
|          |                                                                             |
|          | Pleomerium                                                                  |
|          |                                                                             |
|          | Pleomeliola                                                                 |
|          |                                                                             |
|          | Leptascospora                                                               |
|          |                                                                             |
|          | Endomeliola                                                                 |
|          |                                                                             |
|          | Prataprajella                                                               |
|          |                                                                             |
|          | Basavamyces                                                                 |
|          |                                                                             |
|          | Ophioirenina                                                                |
|          |                                                                             |
|          | Laeviomeliola                                                               |
|          |                                                                             |
|          | Irenopsis                                                                   |
|          |                                                                             |
|          | Ceratospermopsis                                                            |
|          |                                                                             |
|          | Appendiculella                                                              |
|          |                                                                             |
|          | Urupe                                                                       |
|          |                                                                             |
|          | Xenostigme                                                                  |
|          |                                                                             |
|          | Armatella                                                                   |
|          |                                                                             |
|          | Haraea                                                                      |
|          |                                                                             |
|          | Pauahia                                                                     |
|          |                                                                             |
|          | Asteridium                                                                  |
|          |                                                                             |
| Amazonia | \| \| Amazonia peregrina \| \| \| \| \| \| Amazonia psychotriae \| \| \| \| |
|          | \| \| Amazonia peregrina \| \| \| \| \| \| Amazonia psychotriae \| \| \| \| |
|          | Amazonia peregrina                                                          |
|          |                                                                             |
|          | Amazonia psychotriae                                                        |
|          |                                                                             |

|  | Amazonia peregrina   |
|  |                      |
|  | Amazonia psychotriae |
|  |                      |